# Sillé-le-Guillaume
Pour les articles homonymes, voir Guillaume.
Sillé-le-Guillaume (prononcé [sije lə ɡijom]) est une commune française, située dans le département de la Sarthe en région Pays de la Loire, peuplée de 2 192 habitants.
La commune fait partie de la province historique du Maine.

## Géographie

### Communes limitrophes
| Saint-Pierre-sur-Orthe (Mayenne) | Mont-Saint-Jean    |                     |
| Le Grez                          | Sillé-le-Guillaume | Saint-Rémy-de-Sillé |
| Rouessé-Vassé                    | Rouez              |                     |

### Climat
Pour des articles plus généraux, voir Climat des Pays de la Loire et Climat de la Sarthe.
En 2010, le climat de la commune est de type climat océanique altéré, selon une étude du CNRS s'appuyant sur une série de données couvrant la période 1971-2000. En 2020, Météo-France publie une typologie des climats de la France métropolitaine dans laquelle la commune est exposée à un climat océanique et est dans la région climatique Moyenne vallée de la Loire, caractérisée par une bonne insolation (1 850 h/an) et un été peu pluvieux.
Pour la période 1971-2000, la température annuelle moyenne est de 10,7 °C, avec une amplitude thermique annuelle de 14,6 °C. Le cumul annuel moyen de précipitations est de 813 mm, avec 12,6 jours de précipitations en janvier et 7,3 jours en juillet. Pour la période 1991-2020, la température moyenne annuelle observée sur la station météorologique de Météo-France la plus proche, sur la commune de Rouessé-Vassé à 6 km à vol d'oiseau, est de 11,7 °C et le cumul annuel moyen de précipitations est de 806,9 mm,. Pour l'avenir, les paramètres climatiques de la commune estimés pour 2050 selon différents scénarios d'émission de gaz à effet de serre sont consultables sur un site dédié publié par Météo-France en novembre 2022.

## Urbanisme

### Typologie
Au 1er janvier 2024, Sillé-le-Guillaume est catégorisée bourg rural, selon la nouvelle grille communale de densité à sept niveaux définie par l'Insee en 2022.
Elle appartient à l'unité urbaine de Sillé-le-Guillaume, une agglomération intra-départementale regroupant deux  communes, dont elle est ville-centre,,. Par ailleurs la commune fait partie de l'aire d'attraction de Sillé-le-Guillaume, dont elle est la commune-centre,. Cette aire, qui regroupe 5 communes, est catégorisée dans les aires de moins de 50 000 habitants,.

### Occupation des sols
L'occupation des sols de la commune, telle qu'elle ressort de la base de données européenne d’occupation biophysique des sols Corine Land Cover (CLC), est marquée par l'importance des territoires agricoles (50,9 % en 2018), en diminution par rapport à 1990 (54,4 %). La répartition détaillée en 2018 est la suivante : 
prairies (36,2 %), forêts (32 %), terres arables (14,5 %), zones urbanisées (10,3 %), zones industrielles ou commerciales et réseaux de communication (4,2 %), eaux continentales (2,5 %), zones agricoles hétérogènes (0,2 %). L'évolution de l’occupation des sols de la commune et de ses infrastructures peut être observée sur les différentes représentations cartographiques du territoire : la carte de Cassini (XVIIIe siècle), la carte d'état-major (1820-1866) et les cartes ou photos aériennes de l'IGN pour la période actuelle (1950 à aujourd'hui).

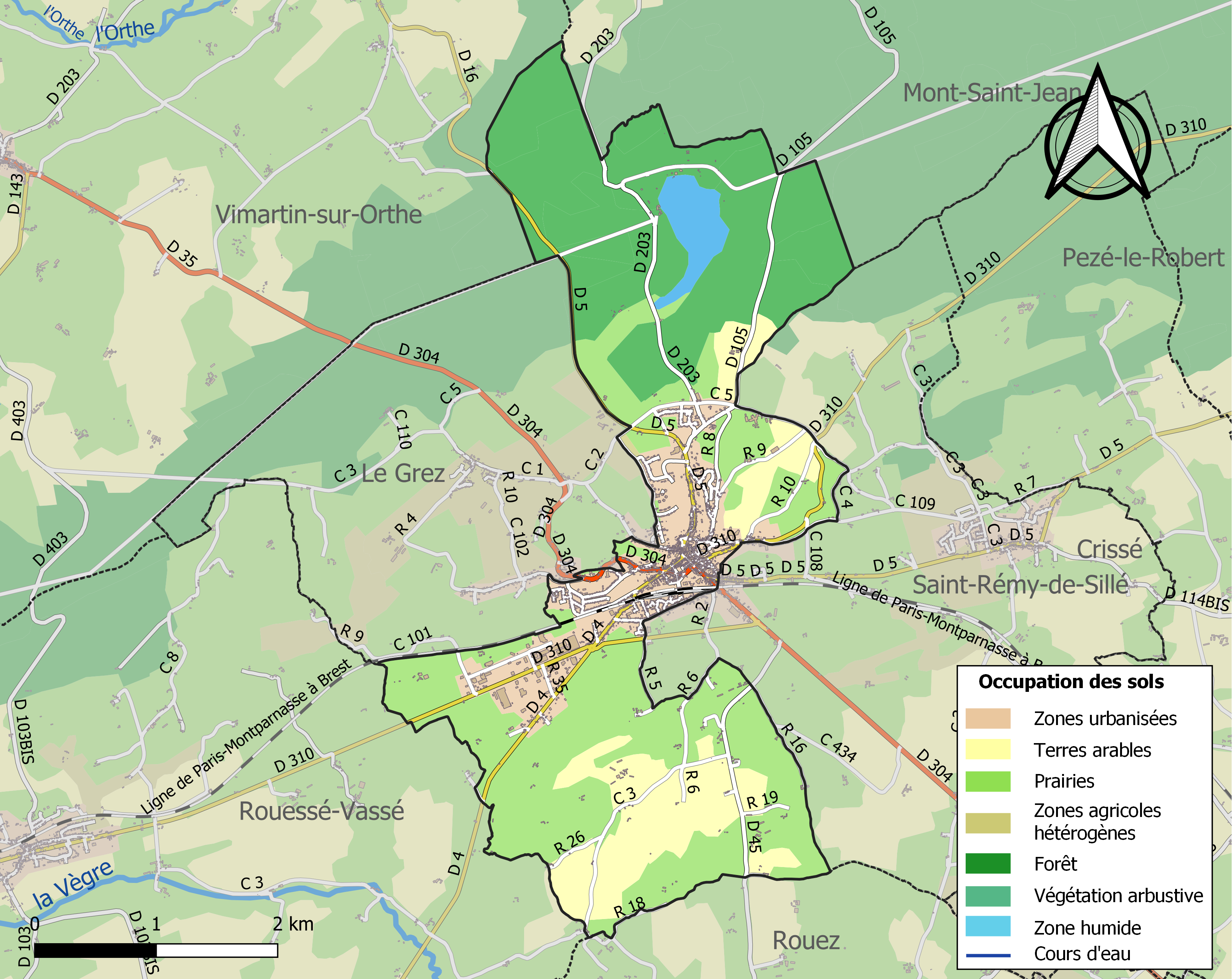
Carte des infrastructures et de l'occupation des sols de la commune en 2018 (CLC).

## Toponymie
Il s'agit d'un type toponymique gaulois ou gallo-roman en -(i)acum, suffixe d'origine gauloise marquant la localisation ou la propriété. -(i)acum a généralement donné le terminaison -é dans l'ouest. Le premier élément est l'anthroponyme gaulois ou gallo-roman Silius / Silus. Ce nom de personne est basé sur le gaulois silo- « semence > descendance, postérité  ».
Homonymie avec les nombreux Scilly, Silly, Silhac, etc.
Durant la Révolution, la commune porte le nom de Sillé-la-Montagne.
Le gentilé est Silléen.

## Histoire

### Moyen-Âge
Guillaume de Sillé, le constructeur de la première forteresse sur le point stratégique, est le fondateur de la noble maison féodale « de Sillé » au service du comte du Maine, contre les assauts des Bretons puis des Normands. En forêt, au bord du lac, subsistent les ruines silencieuses d’une seconde forteresse, l’oppidum carolingien, qui conserve tout son mystère. D’ailleurs un mythe raconte que « si une personne se balade dans l’oppidum un soir de pleine lune et qu’elle prononce trois fois j’y suis, le lac bouillonnera et le Diable apparaîtra ».
Gilles de Rais, compagnon de Jeanne d'Arc et cousin des Sillé, vint guerroyer contre l'Anglais dans la région. La terre de Sillé, siège d’une baronnie vaste et puissante, se transmet par alliance, jusqu’à la Révolution, époque à laquelle le château est attribué à la ville pour l’établissement de son collège.

### Époque contemporaine

#### LeXIXesiècle
À la fin du XIXe siècle, Sillé-le Guillaume est un carrefour agricole, les foires y sont fréquentes. La population dans les environs s'élevait alors entre 6 000 et 7 000 habitants. Aujourd'hui, subsiste de cette époque la place du Marché-aux-Bestiaux.

#### Guerre de 1870
Pendant quatre jours en 1871, la mairie devient la préfecture du département devant l'avancée des troupes allemandes.

#### La Première Guerre mondiale
Un camp de Polonais a été créé à Sillé-le-Guillaume en 1917 afin de former une armée polonaise. Aujourd'hui, il n'en reste plus de traces visibles.

#### L'Entre-deux-guerres
La forêt de Sillé est vendue définitivement par la famille d’Uzes à l’État en 1925. Cette acquisition, ainsi que les bois de Pezé et Bernays, a été réalisée grâce aux ressources d’une taxe sur le produit des jeux. Elle devient ainsi une nouvelle forêt domaniale de 3 350 hectares.
La catastrophe ferroviaire de Sillé-le-Guillaume survenue le 17 avril 1919, provoquée par la collision entre un train militaire français et un train militaire américain, fit en tout six morts parmi les soldats français et quinze parmi les militaires américains et de nombreux blessés.

#### La Seconde Guerre mondiale

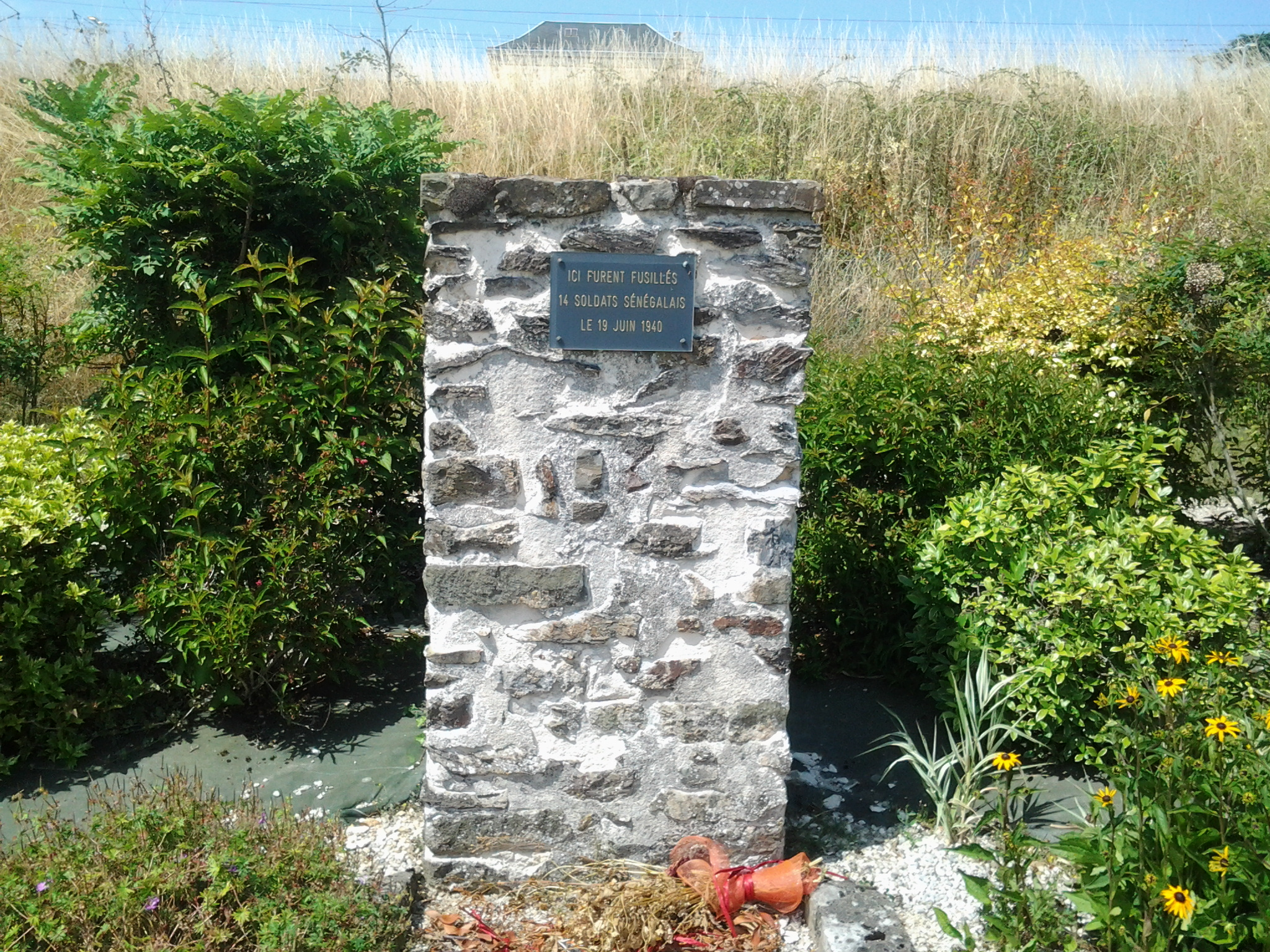
Plaque commémorant le massacre de quatorze soldats sénégalais tués par les Allemands le 19 juin 1940, derrière la gare de Sillé-le-Guillaume.

Le 19 juin 1940, à la fin de la campagne de France, des soldats allemands assassinèrent quatorze prisonniers noirs appartenant au 208e régiment d’artillerie légère coloniale.
Entre 1941 et 1944, la forêt de Sillé a également été occupée par des troupes allemandes dans des baraquements. De plus, les troupes allemandes ont construit un casino à Sillé-plage[réf. non conforme]

## Politique et administration

### Liste des maires
| Période                                  | Période                    | Identité                        | Étiquette    | Qualité |
| ---------------------------------------- | -------------------------- | ------------------------------- | ------------ | --- |
| Les données manquantes sont à compléter. |                            |                                 |              | |
| 1848                                     | 1872                       | Joseph Maret                    |              | Médecin |
| 1872                                     | 1881                       | Ferdinand Bachelier (1820-1881) |              | |
| 1882                                     | mars 1888                  | François Touchard (1833-1901)   |              | Médecin |
| 1888                                     | 1892                       | Victor Dumond                   |              | Négociant |
| 1892                                     | 1893                       | René Jardin                     |              | |
| 1893                                     | 1898                       | Théodore Londe                  |              | |
| 1898                                     | ?                          | François Touchard (1833-1901)   |              | Médecin |
| Les données manquantes sont à compléter. |                            |                                 |              | |
| années 1910                              |                            | Louis Lejars                    |              | Suppléant de juge de paix |
| septembre 1923                           | février 1924               | Constant Hubert (1853-1928)     |              | |
| février 1924                             | août 1933 (décès)          | Pierre Lebreton (1857-1933)     | Républicain  | Instituteur retraité |
| 1933                                     | 1941                       | Henri Bouvet (1886-1942)        |              | Pharmacien Conseiller d'arrondissement |
| mars 1941                                | ?                          | Constant Hubert                 |              | Nommé maire par le régime de Vichy |
| Les données manquantes sont à compléter. |                            |                                 |              | |
| avant 1948                               | mai 1953                   | Martin Briand                   |              | |
| mai 1953                                 | janvier 1968 (démission)   | Paul Defives                    |              | |
| janvier 1968                             | mars 1968                  | Délégation spéciale             |              | Présidée par Ernest Chevreuil |
| mars 1968                                | novembre 1975 (décès)      | Ernest Chevreuil (1913-1975)    | DVD          | Exploitant agricole Conseiller général de Sillé-le-Guillaume (1970 → 1975) |
| décembre 1975                            | septembre 1988 (démission) | Gérard Chasseguet               | UDR puis RPR | Sous-préfet Député de la Sarthe (1973 → 1993) Conseiller général de Sillé-le-Guillaume (1976 → 1988) Vice-président du conseil général (? → 1988)                                                                        |
| septembre 1988                           | novembre 1988              | Maurice Dubois                  |              | Premier adjoint, maire par intérim |
| novembre 1988                            | mars 2001                  | Jackie Charrié (1930-2021)      | DVD          | Médecin, maire honoraire Adjoint au maire (1977 → 1988) 1er vice-président de la CC du Pays de Sillé |
| mars 2001                                | mars 2008                  | Michel Bottier                  | DVD          | Professeur de mathématiques retraité Vice-président de la CC du Pays de Sillé |
| mars 2008                                | mars 2014                  | Jean-Marie Hoguet               | DVD          | Retraité de l'enseignement Président de la CC du Pays de Sillé (2008 → 2014) |
| mars 2014                                | En cours                   | Gérard Galpin                   | LR-DVD       | Cadre France Télévisions Conseiller départemental de Sillé-le-Guillaume (2015 → ) Président de la CC du Pays de Sillé (2014 → 2016) 1er vice-président de la CC de la Champagne Conlinoise et du Pays de Sillé (2017 → ) |

### Jumelages
- Sankt Pantaleon-Erla (Autriche).
- Somerton (Somerset) (Royaume-Uni).

## Population et société

### Démographie
L'évolution du nombre d'habitants est connue à travers les recensements de la population effectués dans la commune depuis 1793. Pour les communes de moins de 10 000 habitants, une enquête de recensement portant sur toute la population est réalisée tous les cinq ans, les populations de référence des années intermédiaires étant quant à elles estimées par interpolation ou extrapolation. Pour la commune, le premier recensement exhaustif entrant dans le cadre du nouveau dispositif a été réalisé en 2005.
En 2022, la commune comptait 2 192 habitants, en évolution de −5,19 % par rapport à 2016 (Sarthe : −0,25 %, France hors Mayotte : +2,11 %).
| 1793  | 1800  | 1806  | 1821  | 1831  | 1836  | 1841  | 1846  | 1851  |
| ----- | ----- | ----- | ----- | ----- | ----- | ----- | ----- | ----- |
| 2 004 | 2 121 | 2 210 | 2 356 | 2 696 | 3 008 | 3 039 | 3 068 | 3 183 |

| 1856  | 1861  | 1866  | 1872  | 1876  | 1881  | 1886  | 1891  | 1896  |
| ----- | ----- | ----- | ----- | ----- | ----- | ----- | ----- | ----- |
| 3 170 | 3 309 | 3 537 | 3 531 | 3 474 | 3 477 | 3 285 | 3 252 | 3 152 |

| 1901  | 1906  | 1911  | 1921  | 1926  | 1931  | 1936  | 1946  | 1954  |
| ----- | ----- | ----- | ----- | ----- | ----- | ----- | ----- | ----- |
| 3 014 | 2 964 | 2 947 | 2 792 | 2 770 | 2 603 | 2 570 | 2 822 | 2 645 |

| 1962  | 1968  | 1975  | 1982  | 1990  | 1999  | 2005  | 2006  | 2010  |
| ----- | ----- | ----- | ----- | ----- | ----- | ----- | ----- | ----- |
| 2 608 | 2 528 | 2 777 | 2 863 | 2 583 | 2 585 | 2 386 | 2 360 | 2 364 |

| 2015  | 2020  | 2022  | - | - | - | - | - | - |
| ----- | ----- | ----- | - | - | - | - | - | - |
| 2 318 | 2 195 | 2 192 | - | - | - | - | - | - |

### Manifestations culturelles et festivités
- La fête du Lac au mois de mai.
- La fête de la musique en juin.
- Feu d’artifice tiré du château le 13 juillet.
- La Gamelle Trophy en septembre.
- La brocante au mois d’octobre.
- La fête de la forêt.

## Économie
Deux zones industrielles Le champ d’Esse et Le Bois des Cours sont situées sur le territoire de la commune de Sillé-le-Guillaume. Elles relèvent de la compétence économique de la communauté de communes de la Champagne Conlinoise et du Pays de Sillé créée le 1er janvier 2017.
- Legrand Inovac SAS.
- Les Transports Montaville, et la filiale Transports Montaville Containers reprise des Transports Chrétien en février 2013[31].
- Carea sanitaire.
- La Métallerie du Maine (fermée en décembre 2012).
- L’agro-alimentaire Guyomarch.

et toutes les autres entreprises implantées avant cette date, dépendent uniquement de la ville de Sillé-le-Guillaume.

## Culture locale et patrimoine

### Lieux et monuments

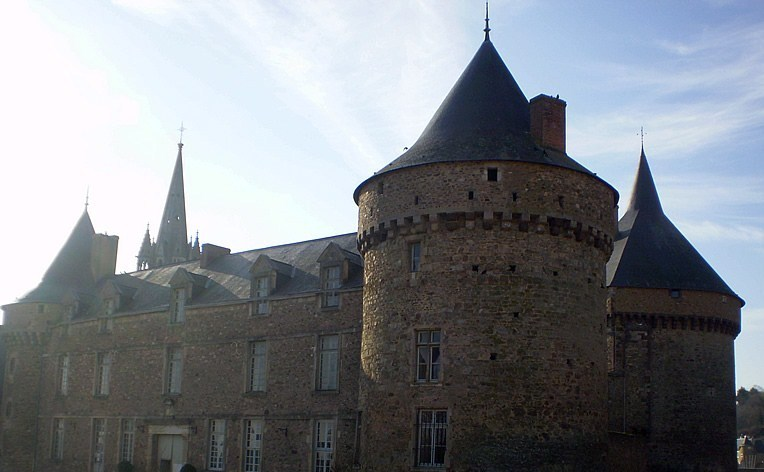
Le château.

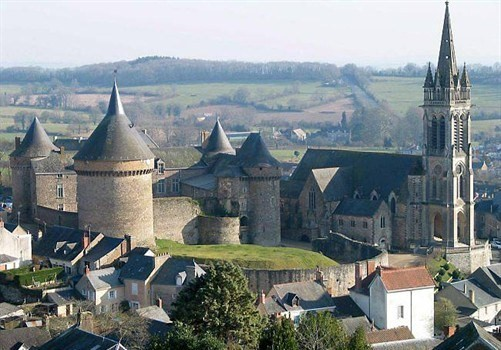
Le château et l’église Notre-Dame.

- Église paroissiale Notre-Dame classée au titre des monuments historiques (à l’exception du clocher) par arrêté du 19 janvier 1911.

Collégiale Notre-Dame-de-l’Assomption.
L’église Notre-Dame est une ancienne collégiale castrale qui jouxtait autrefois le château de Sillé. Il s’agit de l’ancienne chapelle seigneuriale des barons de Sillé, jadis siège d’une collégiale. De style roman, l'édifice est modifié à la suite des adjonctions apportées jusqu'au XIXe siècle.
L’entrée solennelle de la collégiale des chanoines de la baronnie se fait par le grand portail occidental, au trumeau duquel s’adosse une Vierge à l'Enfant Jésus. Dans la voussure, les douze apôtres sont identifiables par leurs attributs respectifs. Le tympan représente une scène du Jugement dernier. En sa partie supérieure, figure le Christ souffrant, qui expose son flanc droit. Les mains, aujourd’hui brisées, devaient autrefois être ouvertes, leurs paumes tournées vers l’extérieur pour montrer les plaies de la crucifixion. Deux anges tiennent la couronne d’épines, la croix, la lance et un clou, qui sont les instruments de la Passion. Cette première scène est soulignée d’une inscription du XVIe siècle : ad judicandum Christo Sedente Omnes resurgemus. En sa partie inférieure, une scène figure la Résurrection des morts. Le linteau laisse longtemps deviner l’inscription Janua Coeli : « Porte du ciel »
- Le château de Sillé-le-Guillaume est classé au titre des monuments historiques par arrêté du 18 avril 1914, reprenant une liste antérieure de 1889. L’existence du château de Sillé-le-Guillaume est mentionnée pour la première fois en 1070. Situé aux confins du Maine, il aide à la défense contre les Bretons et les Normands. Pris et repris par les Français et les Anglais pendant la guerre de Cent Ans, il est en partie ruiné. Le sire de Beauvau, baron de Sillé en 1463, décide de la construction d’un fort et d’un puissant donjon, mais la tactique guerrière évoluant, le donjon ne servira jamais. De nouvelle ailes construites aux XVIe et XVIIe siècles lui donnèrent un aspect plus résidentiel et plus pacifique. L’évolution de l’art militaire et des fonctions des châteaux est lisible dans l’architecture du château forteresse de Sillé, classé monument historique dès 1889. La ville propriétaire depuis 1804, par des restaurations successives et la multiplication des manifestations culturelles, tend à redonner sa splendeur au vieil édifice[33]
- La forêt domaniale de Sillé, qui s'étend sur 3 350 hectares. Elle entoure le lac de Sillé (autrefois appelé étang du Défais), plan d'eau de 35 hectares sur les rives duquel se trouve la base de loisirs nautiques appelée aujourd'hui « Sillé-Plage » mais connue depuis des générations dans toute la région sous le nom de « Coco-Plage ». Se trouve non loin une ancienne carrière envahie par les eaux, surnommée le « Lagon bleu ». Ce site est privé et l'accès y est formellement interdit et dangereux[34].
- Chapelle de la Croix Lamare. La croix de bois dotée d'une statuette de la Vierge aurait été plantée après la Révolution par un certain Lamare, pécheur repentant. Inaugurée le 23 septembre 1862, la chapelle se situe à la limite de la Sarthe et de la Mayenne (côté Sarthe), en lisière de la forêt domaniale de Sillé-le-Guillaume, direction la Grande Ligne[réf. à confirmer][35].

### Personnalités liées à la commune
- Arsène Le Feuvre (1863 à Sillé-le-Guillaume - 1936), peintre-décorateur, dessinateur du bébé Cadum. Il fut également maire du Mans en 1925[36].
- Victor Hémery (1876 à Sillé-le-Guillaume - 1950), pilote automobile
- Fernand Tavano (1933 à Sillé-le-Guillaume - 1984), pilote automobile.
- Manon Houette (née en 1992), handballeuse internationale originaire de Sillé-le-Guillaume. Elle joue depuis 2010 avec le CJF Fleury Loiret Handball et depuis 2013 en équipe de France. Elle devient championne du monde en 2017.

### Héraldique
| Blason de Sillé-le-Guillaume | Blason  | De gueules à six lionceaux d'or ordonnés 3, 2 et 1. |
| Blason de Sillé-le-Guillaume | Détails | Le statut officiel du blason reste à déterminer.    |